# Soľnička
Soľnička – wieś (obec) na Słowacji położona w kraju koszyckim, w powiecie Trebišov. Pierwsze wzmianki o miejscowości pochodzą z roku 1332. 
Według danych z dnia 31 grudnia 2012, wieś zamieszkiwało 229 osób, w tym 119 kobiet i 110 mężczyzn.
W 2001 roku rozkład populacji względem narodowości i przynależności etnicznej wyglądał następująco:
- Słowacy – 11,63%
- Romowie – 0,39%
- Rusini – 0,39%
- Węgrzy – 87,60%

Ze względu na wyznawaną religię struktura mieszkańców kształtowała się w 2001 roku następująco:
- Katolicy rzymscy – 59,69%
- Grekokatolicy – 14,34%
- Prawosławni – 0,39%
- Ateiści – 0,39%